# Nigel Cleere
Nigel Cleere (* 21. September 1955 in Newbury, Berkshire) ist ein englischer Ornithologe. Sein Forschungsschwerpunkt sind die Schwalmartigen (Caprimulgiformes).

## Leben
1974 begann Cleere als Vogelberinger. 1988 wurde er Mitglied im Fördergremium des British Trust for Ornithology (BTO). Er beringte tausende von Vögeln von mehr als 300 Arten in Großbritannien und in Übersee, darunter in Israel, Kuwait, Mallorca, Portugal (mehrere Male seit 1987), Senegal und Malawi. Zu den Vögeln, die Cleeres besonderes Interesse geweckt haben, zählen der Schilfrohrsänger, Zeisige, die Rohrammer und alle Arten von Nachtschwalben. Zwischen 1993 und 2000 besuchte Cleere alle großen Museumssammlungen in Europa und Nordamerika aber auch kleinere Sammlungen in Afrika und Südamerika, um alle Arten von Schwalmartigen für ein Forschungsprojekt zu erfassen und zu untersuchen. 1998 veröffentlichte er unter dem Titel Nightjars: A guide to nightjars and related birds den ersten Feldführer über die Schwalmartigen. 2010 erschien ein weiteres Buch unter dem Titel Nightjars of the World: Potoos, Frogmouths, Oilbird and Owlet-Nightjars. Daneben schrieb er Fachartikel für mehrere Zeitschriften, darunter Ibis, Cotinga, Emu, Bulletin of the British Ornithologists’ Club, ABC Bulletin, Birding World und British Birds. 1999 verfasste er das Kapitel über die Schwalmartigen im fünften Band des Handbook of the Birds of the World. 2006 beschrieb er die Unterart Systellura longirostris mochaensis der Breitspiegel-Nachtschwalbe von den chilenischen Inseln Mocha und Ascención.  2007 revidierte er Ernst Harterts Erstbeschreibung zum Salomonenschwalm von 1901 und stellte die neue Gattung Rigidipenna für dieses monotypische Taxon auf.
Zwischen 2000 und 2002 arbeitete Cleere für das Natural History Museum in London, um dessen gesamte Sammlung von Schwalmartigen digital zu erfassen und zu kuratieren. Zwischen Mai und Juli 2002 assistierte er Paul Salaman beim Projekt BioMap, das zur digitalen Datenerfassung aller 6.700 Bälge kolumbianischer Vögel im Natural History Museum gegründet wurde. Im August 2002 nahm er am BioMap-Projekt im American Museum of Natural History teil, um dessen kolumbianische Vogelsammlung von 27.000 Bälgen digital zu klassifizieren. Zwischen September und Dezember 2002 setzte er die Datenerfassung für das BioMap-Projekt in mehreren europäischen Museumssammlungen fort, darunter im Zoölogisch Museum Amsterdam (ZMA), im Museum Naturalis, Leiden, im  Museum für Naturkunde, Berlin, im Forschungsinstitut und Naturmuseum Senckenberg, Frankfurt am Main, im Nationalmuseum für Naturgeschichte (MNHNL) in Luxemburg und im Museo Civico di Storia Naturale di Milano (MSNM), Mailand.
Cleere ist Mitglied beim British Trust for Ornithology, beim American Bird Club und bei der Ornithological Society of the Middle East.